# Crevette brune
Penaeus subtilis
Espèce
Morphologie
- longueur du corps : 18 cm (mâle), 21 cm (femelle)
- longueur de la queue :5 cm
- poids adulte :150 g

Physiologie
- maturité sexuelle :1 an
- gestation : 3 jours
- nombre de jeunes / portée :35
- nombre de portées / an : 5
- longévité
  - libre :9 ans
  - captif : 18 ans

Localisation
- Atlantique ouest de Cuba au Brésil

Régime alimentaire
- détritus de poissons et de petits invertébrés.

Prédateurs
- méduses, crabes, homards et poissons